# Невидимий промінь
«Невидимий промінь» (англ. The Invisible Ray) — американський фантастичний серіал режисера Гаррі А. Полларда 1920 року. Серіал вважається втраченим.

## Сюжет
Після того, як мінералогіст виявляє промінь з екстраординарними властивостями, група вчених прагне використовувати його для злочинних справ.

## У ролях
- Рут Кліффорд — Містері
- Джек Шерілл — Джек Стоун
- Сідні Брейсі — Джон Доукс
- Едвардс Девіс — Джон Холдейн
- Корен Юззелл — Маріанна
- Вільям Х. Тукер — член банди
- Едіт Форрест